# Čukojevac
Čukojevac (en serbe cyrillique : Чукојевац) est une localité de Serbie située sur le territoire de la ville de Kraljevo, district de Raška. Au recensement de 2011, elle comptait 1 084 habitants.
Čukojevac est officiellement classé parmi les villages de Serbie. Près de la localité, la rivière Gruža se jette dans la Zapadna Morava.

## Démographie

### Évolution historique de la population
| 1948  | 1953  | 1961  | 1971  | 1981  | 1991  | 2002  | 2011  |
| ----- | ----- | ----- | ----- | ----- | ----- | ----- | ----- |
| 1 348 | 1 407 | 1 406 | 1 377 | 1 374 | 1 379 | 1 204 | 1 084 |

|  |